# Distretto di Wenfeng
Il distretto di Wenfeng (文峰区S, WénfēngP) è un distretto della Cina, situato nella provincia di Henan e amministrato dalla prefettura di Anyang.